# AFC Câmpulung Muscel
Asociația Fotbal Club Câmpulung Muscel 2022, cunoscută și sub numele de AFC Câmpulung Muscel,  sau simplu Câmpulung Muscel, este un club de fotbal din Câmpulung, județul Argeș, care evoluează în prezent în Liga a III-a. 
Fondat în 1978 sub denumirea de CS Rucăr, clubul s-a mutat la Câmpulung în 2022 și și-a schimbat numele în Muscelul Câmpulung Elite, după promovarea din sezonul 2021–22. Redenumit ulterior AFC Câmpulung Muscel, echipa a obținut promovarea în Liga a II-a pentru prima dată în istoria sa la finalul sezonului 2023–24.

## Istoric
AFC Câmpulung Muscel, fondată inițial în 1978 sub denumirea CS Rucăr, și-a petrecut majoritatea primelor sale decenii în competițiile din Campionatul Județean Argeș.
În sezonul 2009–10 al Ligii a IV-a – Argeș, sub îndrumarea antrenorului Mihai Poștoacă și cu jucători precum Adrian Tănase, Robert Craioveanu și Alin Lipă, printre alții, CS Rucăr a încheiat pe locul 2, la doar două puncte distanță de Atletic Bradu.
În sezonul următor, cu fostul căpitan al echipei Farul Constanța, Alecsandru Popovici, ca antrenor principal, echipa a câștigat Liga a IV-a – Argeș, obținând promovarea în Liga a III-a. Promovarea a fost asigurată după o victorie cu 2–1 în barajul de promovare jucat împotriva echipei Sevișul Șelimbăr, câștigătoarea Ligii a IV-a – Sibiu, la Complexul Sportiv Hidro din Râmnicu Vâlcea.
Însă, confruntându-se cu dificultăți financiare, clubul a fost nevoit să se retragă din Liga a III-a, revenind în liga a patra. În sezonul 2011–12, echipa a terminat pe locul 2, la doar patru puncte distanță de SCM Pitești.
CS Rucăr a continuat să evolueze în Liga a IV-a – Argeș, dar nu a reușit să obțină rezultate semnificative, terminând pe următoarele poziții: locul 5 (2012–13), locul 13 (2013–14), locul 9 (2014–15), locul 11 (2015–16) și locul 13 (2016–17). În cele din urmă, problemele financiare au dus la retragerea din liga a patra.
Echipa a petrecut două sezoane în Liga a V-a – Argeș, terminând pe locul 10 în primul sezon. Totuși, promovarea înapoi în liga a patra a fost obținută după ce a încheiat pe locul 1 în sezonul 2018–19.
În sezonul 2019–20, CS Rucăr se afla pe locul 6 în Liga a IV-a când sezonul a fost suspendat în martie 2020 din cauza pandemiei COVID-19 din România. Echipa nu a participat la sezonul scurt 2020–21 din cauza costurilor financiare necesare pentru a respecta protocolul medical impus de Federația Română de Fotbal.
Rucăr a început sezonul 2021–22 cu Bogdan Simion ca antrenor principal, dar acesta a fost înlocuit în a doua parte a sezonului cu Valentin Cocoș, care a condus echipa să termine pe locul 1, cu un punct înaintea Inter Câmpulung. Echipa a obținut promovarea în Liga a III-a, învingând Dunărea Calafat, câștigătoarea județului Dolj, cu 2–1 la general (1–1 la Calafat și 1–0 la Rucăr). Din lot au făcut parte, printre alții, Adrian Tănase, Valentin Vălimăreanu, Flavius Cataramă, Cristian Tănase, Marian Ciorciovel, Gabriel Jenaru, Gabriel Neacșu, Georgian Jenaru, Fernando Dobre, Andrei Pătrănoiu și Ioan Marinescu.
După promovarea în Liga a III-a, echipa s-a mutat la Câmpulung și a fost redenumită Muscelul Câmpulung Elite. De asemenea, Alecsandru Popovici a fost numit antrenor principal pentru sezonul 2022–23. Totuși, după un început dezamăgitor, cu doar patru puncte în patru meciuri, acesta a fost demis și înlocuit de Vasile Slăninoiu, care a preluat funcția de jucător-antrenor. Slăninoiu a condus echipa să termine pe locul 9 în prima fază și pe locul 8 după runda de play-out, evitând cu greu retrogradarea, după ce echipa a fost penalizată cu trei puncte ca urmare a retragerii de pe teren în meciul cu Unirea Bascov.
În sezonul 2023–24, clubul a fost redenumit AFC Câmpulung Muscel și l-a numit pe Costin Lazăr ca antrenor principal. Deși echipa se afla pe locul 1 după zece etape, Lazăr a fost demis. Vasile Slăninoiu a fost numit antrenor interimar până în ianuarie 2024, când Mircea Diaconescu a preluat conducerea,   ducând echipa pe primul loc în prima parte a Seriei a V-a. Totuși, Lazăr a revenit în aprilie pe banca tehnică, menținând echipa pe primul loc și, după runda de play-off a seriei, să obțină calificarea în barajul de promovare. Câmpulung Muscel a reușit promovarea în Liga a II-a la finalul sezonului, învingând Vedița Colonești cu 2–1 la general (0–0 în deplasare și 2–1 (d.p.) acasă) și SCM Râmnicu Vâlcea cu 2–1 la general (2–1 în deplasare și 0–0 acasă) în barajele de promovare.

## Palmares
Liga a III-a
- Câștigătoare (1): 2023–24

Liga a IV-a - Județul Argeș
- Câștigătoare (2): 2010–11, 2021–22
- Locul 2 (2): 2009–10, 2011–12

Liga a V-a – Județul Argeș
- Câștigătoare (1): 2018–19

## Parcursul competițional
| Sezon   | Nivel | Divizie                     | Loc   | Note         | Cupa României |
| ------- | ----- | --------------------------- | ----- | ------------ | ------------- |
| 2025–26 | 3     | Liga a III-a                | TBD   |              | TBD           |
| 2024–25 | 2     | Liga a II-a                 | 20    | Retrogradată | Play-off      |
| 2023–24 | 3     | Liga a III-a (Seria a V-a)  | 1 (C) | Promovată    | Turul trei    |
| 2022–23 | 3     | Liga a III-a (Seria a IV-a) | 7     |              |               |
| 2021–22 | 4     | Liga a IV-a (AG)            | 1 (C) | Promovată    |               |
| 2019–20 | 4     | Liga a IV-a (AG)            | 6     | Retrogradată |               |
| 2018–19 | 5     | Liga a V-a (AG)             | 1 (C) | Promovată    |               |
| 2016–17 | 4     | Liga a IV-a (AG)            | 13    | Retrogradată |               |

| Sezon   | Nivel | Divizie          | Loc   | Note | Cupa României |
| ------- | ----- | ---------------- | ----- | ---- | ------------- |
| 2015–16 | 4     | Liga a IV-a (AG) | 11    |      |               |
| 2014–15 | 4     | Liga a IV-a (AG) | 9     |      |               |
| 2013-14 | 4     | Liga a IV-a (AG) | 13    |      |               |
| 2012–13 | 4     | Liga a IV-a (AG) | 5     |      |               |
| 2011–12 | 4     | Liga a IV-a (AG) | 2     |      |               |
| 2010–11 | 4     | Liga a IV-a (AG) | 1 (C) |      |               |
| 2009–10 | 4     | Liga a IV-a (AG) | 2     |      |               |